# Donald Thomas (Leichtathlet)

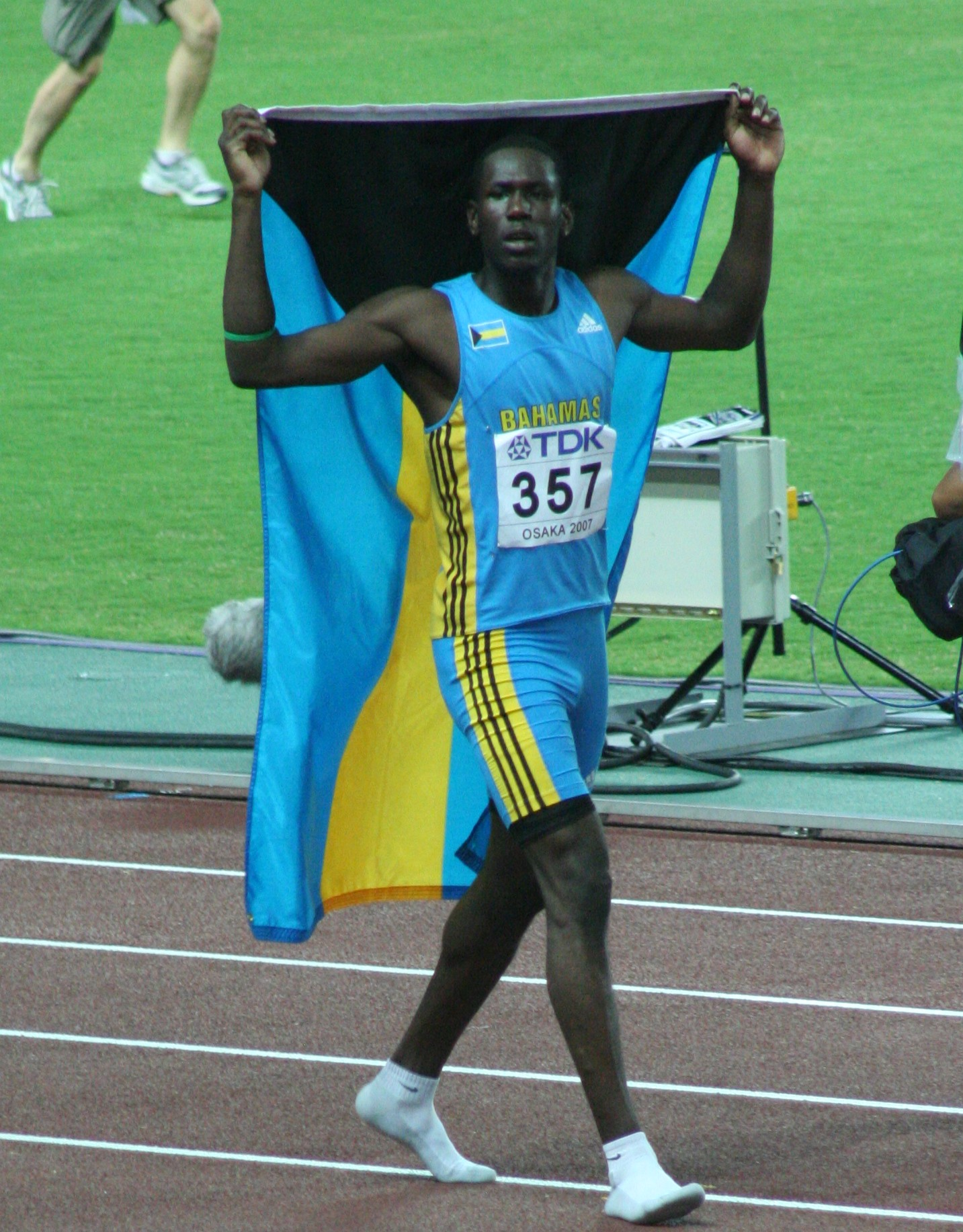
Donald Thomas feiert seinen Sieg bei den Weltmeisterschaften 2007

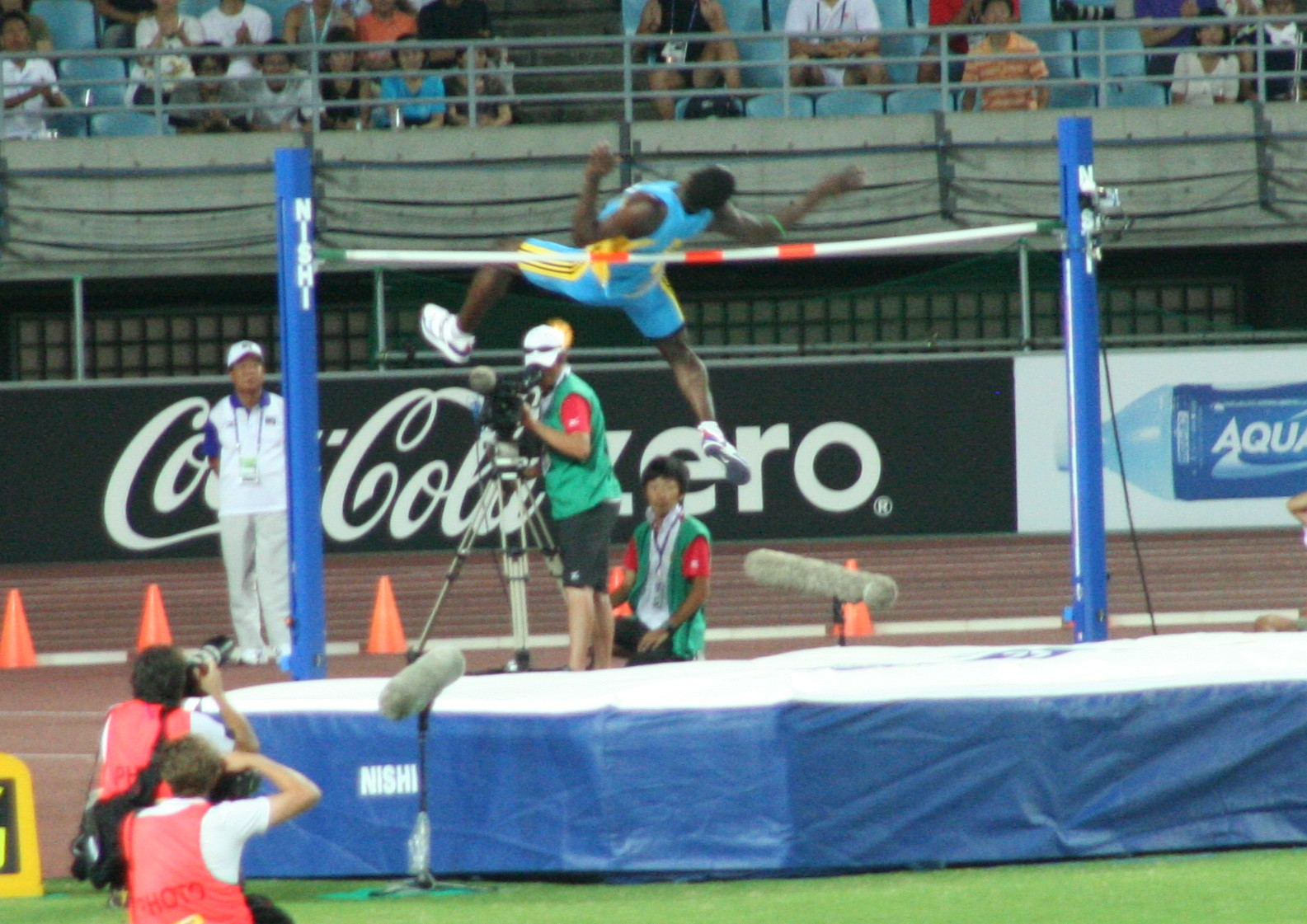
Thomas' ungewöhnlicher Sprungstil

Donald Thomas (* 1. Juli 1984 in Freeport) ist ein Leichtathlet von den Bahamas, der sich auf den Hochsprung spezialisiert hat und in dieser Disziplin 2007 Weltmeister wurde.

## Anfänge
Als Student an der Lindenwood University in Missouri spielte Thomas Basketball. Wegen seiner enormen Sprungkraft forderte ihn ein Leichtathletiktrainer auf, es doch einmal im Hochsprung zu versuchen. Nachdem er auf Anhieb 2,20 Meter sprang, begann er mit dem systematischen Training.

## Internationale Erfolge
Seinen ersten internationalen Einsatz Donald Thomas bei den Commonwealth Games 2006 in Melbourne, bei denen er mit 2,23 m persönliche Bestleistung sprang und damit den vierten Platz belegte. Daraufhin gewann er bei den U23-NACAC-Meisterschaften in Santo Domingo mit 2,21 m die Silbermedaille. Bei den Zentralamerika- und Karibikspielen in Cali überquerte er 2,13 m und erreichte damit Rang vier. 2007 gewann er bei den Panamerikanischen Spielen in Rio de Janeiro mit 2,30 m die Silbermedaille hinter dem Kubaner Víctor Moya. Im Laufe der Saison steigerte er sich auf 2,35 m und qualifizierte sich damit für die Weltmeisterschaften in Osaka als Bester der Jahresbestenliste; nur der Schwede Stefan Holm hatte in der Freiluftsaison 2007 ebenfalls 2,35 Meter überquert. Im Finale von Osaka versuchten sich fünf Springer an 2,35 Meter. Stefan Holm und der Russe Jaroslaw Rybakow lagen ohne Fehlversuch in Führung. Kyriakos Ioannou hatte 2,33 Meter im zweiten Versuch gemeistert, Thomas im dritten Versuch. Ebenfalls noch im Wettbewerb war der Brite Martyn Bernard, der nach im dritten Versuch übersprungenen 2,21 Meter alle Höhen ausließ. Thomas überquerte 2,35 Meter im ersten Versuch, Rybakow und Ioannou im zweiten Versuch, Holm und Bernard schieden aus. An 2,37 Meter scheiterten alle drei Springer und Thomas damit Weltmeister und damit bereits der zweite Hochsprungweltmeister nach Troy Kemp 1995.
2008 qualifizierte er sich erstmals für die Olympischen Spiele in Peking, bei denen er mit 2,20 m in der Qualifikation ausschied, wie auch bei den Weltmeisterschaften 2009 in Berlin. 2010 erfolgte die Teilnahme an den Hallenweltmeisterschaften in Doha, bei denen er mit 2,18 m ebenfalls in der Vorrunde ausschied. Während der Freiluftsaison gewann er aber mit 2,28 m die Goldmedaillen bei den Zentralamerika- und Karibikspielen in Mayagüez und bei den Commonwealth Games in Neu-Delhi, bei denen er sich mit 2,32 m gegen seinen Landsmann Trevor Barry durchsetzte. Bei den Weltmeisterschaften in Daegu erreichte Thomas den Einzug ins Finale. Als Dritter der Gruppe B qualifizierte er sich mit 2,31 m. Im Finale scheiterte er an der zweiten aufgelegten Höhe. Mit 2,20 m wurde Thomas Elfter. Zum Ende der Saison gewann er bei den Panamerikanischen Spielen in Guadalajara mit 2,32 m die Goldmedaille.
2012 nahm er erneut an den Hallenweltmeisterschaften in Istanbul teil, qualifizierte sich aber auch diesmal mit 2,22 m nicht für das Finale, wie auch bei den Olympischen Spielen in London, bei denen er in der Qualifikation nur die Anfangshöhe von 2,16 m überquerte. 2013 gelang ihm CAC-Meisterschaften in Morelia gar kein gültiger Sprung. Jedoch belegte er bei den Weltmeisterschaften in Moskau mit 2,32 m den sechsten Platz. Auch bei den Hallenweltmeisterschaften 2014 im polnischen Sopot scheiterte er an der Anfangshöhe der Qualifikation von 2,16 m. Später belegte er bei den Commonwealth Games in Glasgow mit 2,21 m den neunten Rang. 2015 folgte der Gewinn der Bronzemedaille bei den Panamerikanischen Spielen in Toronto mit übersprungenen 2,28 m. Er nahm daraufhin an den Weltmeisterschaften in Peking teil, bei denen er mit 2,29 m im Finale Rang sechs belegte.
2016 wurde er bei den Hallenweltmeisterschaften in Portland Zehnter und erreichte bei seinen dritten Olympischen Spielen in Rio de Janeiro mi 2,29 m im Finale den siebten Rang. 2017 erfolgte die Teilnahme an den Weltmeisterschaften in London, bei denen er mit 2,22 m in der Qualifikation ausschied. 2018 belegte er bei den Hallenweltmeisterschaften in Birmingham mit 2,20 m Platz sechs und bei den Commonwealth Games im australischen Gold Coast wurde er mit 2,27 m Vierter. Bei der Doha Diamond League wurde er mit 2,30 m Dritter und auch bei den Bislett Games gelangte er mit 2,25 m auf Rang drei. Anfang August siegte er mit übersprungenen 2,28 m bei den Zentralamerika- und Karibikspielen in Barranquilla und gewann kurz darauf bei den NACAC-Meisterschaften in Toronto mit 2,28 m die Bronzemedaille hinter dem US-Amerikaner Jeron Robinson und Michael Mason aus Kanada. Anfang September siegte er dann mit 2,30 m beim Continentalcup in Ostrava. Im Jahr darauf erreichte er bei den Panamerikanischen Spielen in Lima mit 2,10 m Rang elf und schied um Oktober bei den Weltmeisterschaften in Doha mit 2,22 m in der Qualifikationsrunde aus. 2021 siegte er mit 2,25 m beim Müller British GP und nahm daraufhin ein weiteres Mal an den Olympischen Spielen in Tokio teil, bei denen er aber mit 2,21 m den Finaleinzug verpasste. Während der Eröffnungsfeier war er gemeinsam mit der Schwimmerin Joanna Evans der Fahnenträger seiner Nation. Im Jahr darauf gelangte er bei den Hallenweltmeisterschaften in Belgrad mit 2,20 m auf Rang elf. Im Juli verpasste er bei den Weltmeisterschaften in Eugene mit 2,21 m den Finaleinzug und kurz darauf belegte er bei den Commonwealth Games in Birmingham mit 2,22 m den vierten Platz. Im August gewann er dann bei den NACAC-Meisterschaften in Freeport mit einer Höhe von 2,25 m die Bronzemedaille hinter dem Kubaner Luis Enrique Zayas und Django Lovett aus Kanada. 2023 siegte er mit 2,26 m beim NACAC New Life Invitational und verpasste bei den Weltmeisterschaften in Budapest mit 2,25 m den Finaleinzug. Im November gewann er bei den Panamerikanischen Spielen in Santiago de Chile mit 2,24 m die Bronzemedaille hinter dem Kubaner Luis Enrique Zayas und Luis Castro aus Mexiko. Im Jahr darauf gelangte er bei den Hallenweltmeisterschaften in Glasgow mit 2,15 m auf Rang neun und im August brachte er bei den Olympischen Sommerspielen in Paris in der Vorrunde keinen gültigen Versuch zustande.
In den Jahren 2007, 2010 sowie 2016, 2018, 2021, 2022 und 2024 wurde Thomas bahamaischer Meister im Hochsprung.

## Technik
In den Anfängen seiner Hochsprungkarriere vollzog Thomas eine eher unkonventionelle Sprungtechnik. Ein schlaksiger Anlauf kombiniert mit einem viel zu nahen Absprungpunkt und einem stark gebeugten linken Absprungbein wurde mit einer strampelnden Beinbewegung beim Überspringen der Latte vollendet. Messungen zeigten, dass sein Absprungpunkt zu dieser Zeit bei nur etwa 70 cm vor der Latte lag, was verglichen mit dem schwedischen Olympiasieger von 2004 Stefan Holm mit 110 cm deutlich kürzer ist. Eine Ausnutzung der Effekte einer Impulskurve, wie sie beim Fosbury-Flop stattfindet, kam bei Thomas fast nicht zum Zug. Man kann sagen, er hätte auch im Stand mit denselben Ergebnissen über die Latte springen können.
Physiologische Untersuchungen haben ergeben, dass Thomas' enormes Sprungpotential einer ungewöhnlich langen Achillessehne und starker Beinmuskulatur entstammen. Ein dagegen technikversierter Hochspringer erzeugt seine Höhe, neben der Präzisierung der Technik, durch eine antrainierte Härtung der Achillessehne. Wie bei einer mechanischen Sprungfeder (Schraubendruckfeder) führt die Härtung zu schnellerer und punktgenauerer Rückgabe der beim Anlauf eingesetzten Energie und damit Höhe.
Die halbherzige Anwendung der bestmöglichen Technik in Thomas' Hochsprunganfängen lässt sich auch auf die damals fehlende Motivation rückführen. Seine Hoffnungen auf einen Einstieg in die US-amerikanische Basketballliga NBA waren groß. Erst der Gesinnungswandel seiner sportlerischen Ausrichtung konnte ihn an eine akribische Ausarbeitung der Sprungtechnik heranführen.